# South African Airways
South African Airways (SAA) je nacionalni zračni prijevoznik Južnoafričke Republike. Sjedište kompanije je u zračnoj luci OR Tambo u gradu Kempton Park, Gauteng. Sa svojom flotom od preko 53 zrakoplova lete prema više od 40 destinacija širom svijeta.
SAA je službeni zračni prijevoznik ATP-a.
SAA u svom vlasništvu ima niskotarifnu zrakoplovnu tvrtku Mango koja leti isključivo u domaćem prometu.

## Povijest
South African Airways je osnovan 1934. nakon što je Vlada kupila tvrtku Union Airways. Svoj prvi interkontinentalni let kompanija je ostvarila 10. studenoga 1945. Zbog sankcija koje su druge zemlje Afrike uvele zbog aparthaida nisu bili u mogućnosti letjeti prema drugim zemljama u Africi. Stoga su bili prisiljeni razvijati flotu dugog doleta. Tijekom toga razdoblja bili su poznati i pod imenom Suid-Afrikaanse Lugdiens (SAL), koje je kasnije odbačeno. Kompanija je 1997. doživjela velike promjene koje su uključivale promjenu imena, boja zrakoplova, kao i uslugu on-line naručivanja. Kompanija je 2006.godine postala punopravan član udruženja Star Alliance. U studenom 2021., u okviru Strateškog partnerstva (SPF), potpisanog tijekom ceremonije u nazočnosti južnoafričkog predsjednika Cyrila Ramaphose i kenijskog predsjednika Uhurua Kenyatte. Kenya Airways i South African Airways sada će zajedno raditi na "povećanju putničkog prometa, mogućnosti tereta i trgovine općenito korištenjem snaga Južne Afrike, Kenije i Afrike", objašnjava se u priopćenju.

## Flota
SAA flota se sastoji od sljedećih zrakoplova (03.02.2018):
* C i Y su kodovi koji označavaju klasu sjedala u zrakoplovima, a određeni su od strane Međunarodne udruge za zračni prijevoz.

## Poslovni rezultati
|                                    | 2003. | 2004. | 2005.  | 2006.  | 2007.       | 2008. | 2009.  | 2010.  | 2011.  | 2012.  | 2013.  | 2014.  |
| ---------------------------------- | ----- | ----- | ------ | ------ | ----------- | ----- | ------ | ------ | ------ | ------ | ------ | ------ |
| Promet (R milijardi)               | 17,3  | 16,3  | 17,2   | 19,4   | 20,6        | 22,2  | 26,3   | 22,2   | 22,6   | 23,9   | 27,1   | 30,3   |
| Operativna dobit (R milijuna)      |       |       | 654    | 414    | -610        | -973  | 334    | 487    | 807    | -1.300 | -991   | -2.307 |
| Broj zaposlenih                    |       |       | 11.601 | 11.524 | 10.048      | 8.227 | 7.989  | 8.034  | 10.057 | 11.044 | 11.462 | 11.491 |
| Broj prevezenih putnika (milijuna) | 6,5   | 6,5   | 6,9    | 7,2    | 8,3         | 8,9   | 8,2    | 8,0    | 8,0    | 8,1    | 8,8    | 9,3    |
| : - SAA                            | 6,5   | 6,5   | 6,9    | 7,2    | 7,7         | 7,4   | 6,9    | 6,7    | 6,6    | 6,5    | 7,0    | 7,1    |
| : - mango (od studenoga 2006.)     |       |       |        | -      |             | 1,5   | 1,3    | 1,3    | 1,4    | 1,6    | 1,8    | 2,3    |
| Faktor popunjenosti (%)            | 68    | 67    | 70     | 70     | 75          | 76    | 74     | 71     | 70     | 72     | 74     | 75     |
| Prevezeni teret (u tisućama tona)  |       |       | 176    | 185    | 202         | 186   | 138    | 119    | 129    | 142    | 133    | 132    |
| Broj zrakoplova na kraju godine    |       |       | 75     | 75     |             | 66    |        |        | 61     | 59     |        |        |
| Bilješke/izvori                    | [ 6 ] | [ 6 ] | [ 6 ]  | [ 6 ]  | [ 7 ] [ 8 ] | [ 9 ] | [ 10 ] | [ 11 ] | [ 12 ] | [ 13 ] | [ 14 ] | [ 14 ] |